# Camp del carrer Muntaner
El camp del carrer Muntaner, popularment conegut com el Camp de les Faves, fou un camp de futbol del districte de l'Eixample de Barcelona. El març de 1909 va convertir-se en velòdrom, conegut com a Velòdrom Parc d'Sports, Tenia unes dimensions de 105 x 65 metres i una capacitat per a 8.000 espectadors.
Fou un dels primers camps per la pràctica del futbol de la ciutat de Barcelona. Era situat entre els carrers Muntaner, Indústria (actual Paris), Casanova i Coello (actual Londres), al costat de l'Hospital Clínic i la facultat de Medicina. El primer club que hi jugà fou l'Hispània AC, entre els anys 1902 i 1903, any de la desaparició del club. El 1905 fou llogat pel FC Barcelona, que hi va jugar fins al 1909, any quan es va mudar al veí camp del carrer Indústria. L'estrenà en un partit davant el Català FC (2-3).

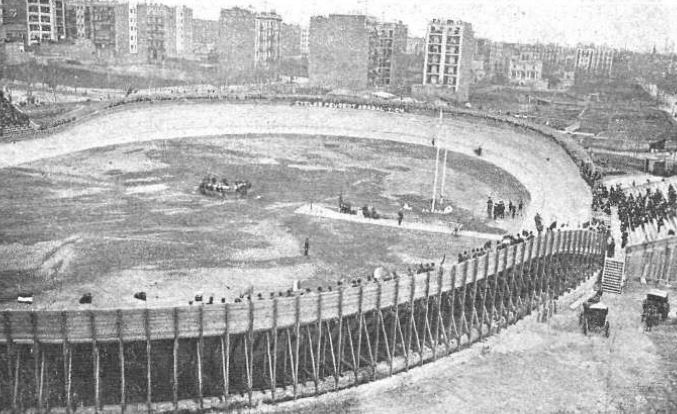
Velòdrom Parc dels Sports (1909)

A començaments de 1909 el camp va ser convertit en velòdrom per iniciativa del ciclista belga Victor Touron. Les obres es van iniciar el 18 de gener i el 28 de març de 1909 fou inaugurat amb el nom de Velòdrom Parc d'Sports. La presència d'espectadors i les recaptacions foren escasses, fet que provocaren la venda del negoci a començaments de 1910. El velòdrom fou reobert pel ciclista italià retirat Francesco Alberici el 30 de gener de 1910. El 23 de maig de 1910 s'hi jugà el primer partit d'hoquei sobre herba a Espanya.
L'any següent, la pista fou enderrocada, reconvertit en camp de futbol, essent llogat pel RCD Espanyol. El 26 de febrer de 1911 fou inaugurat amb un partit davant l'Español FC de Madrid, al que derroten per 2 a 0. L'Espanyol hi romangué fins que es traslladà a l'Estadi de Sarrià el 1923.